# Francis Ruyter
Francis Ruyter (Washington, D.C., 1968) é um pintor e galerista americano.

## Biografia
Ele nasceu em Washington, D.C. Ruyter costuma pintar usando fotografias como material de referência, em um estilo comparado à arte pop. Em 2002, produziu um trabalho em outdoor, como parte do MoMA Projects 77. O seu trabalho está incluído nas coleções permanentes do Museu de Arte Moderna de Nova Iorque, do Museu de Arte Moderna de São Francisco, do Pérez Museu de Arte de Miami e do Museu de Arte de Denver.